# Lewis Hine
Lewis Wickes Hine, född 26 september 1874 i Oshkosh, Wisconsin, död 3 november 1940 i Dobbs Ferry, Westchester County, New York, var en amerikansk fotograf, känd för sina bilder av personer ur arbetarklassen.

## Bilder

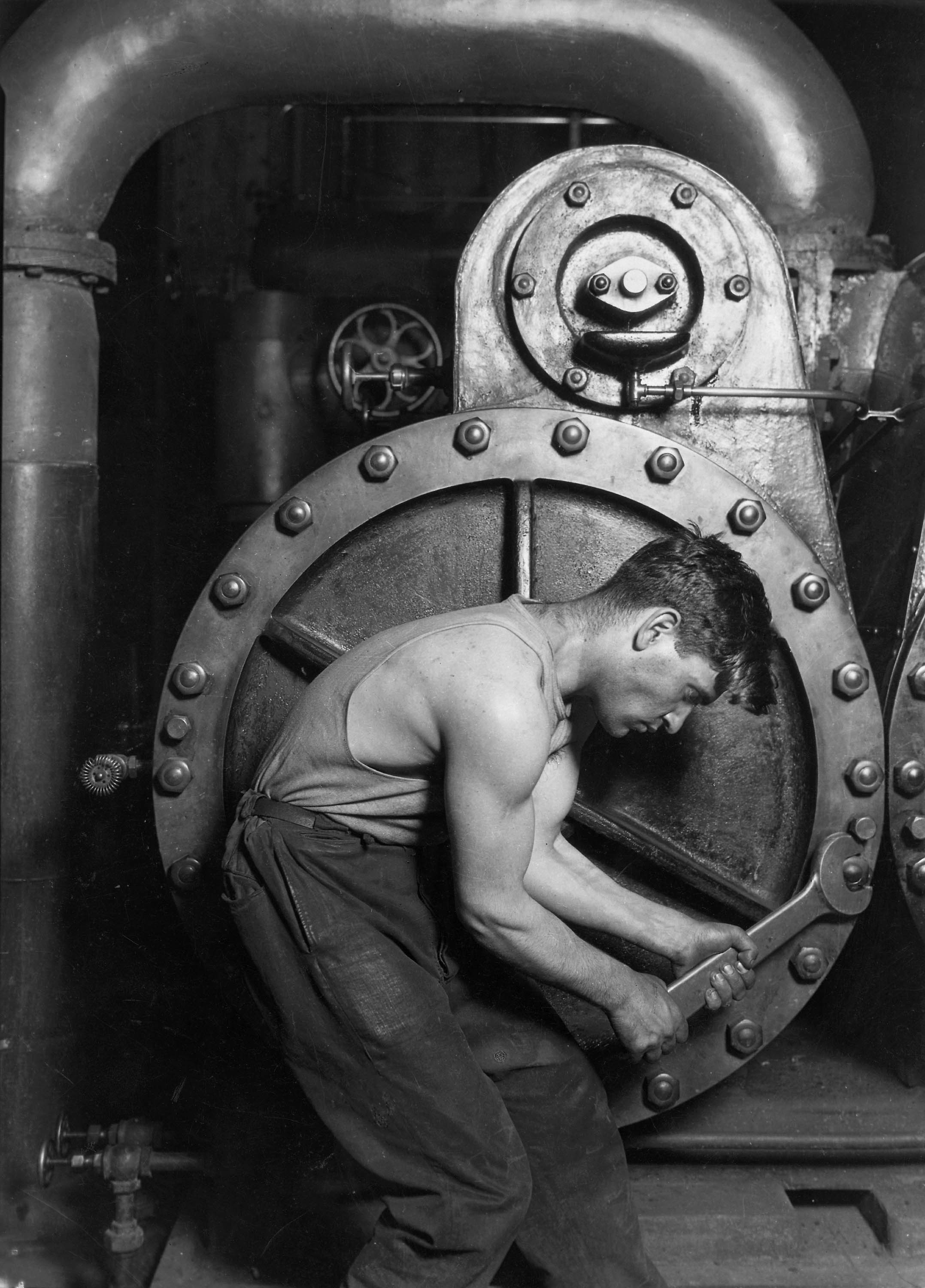
Power house mechanic working on steam pump. En arbetare vid en ångpump, 1920.
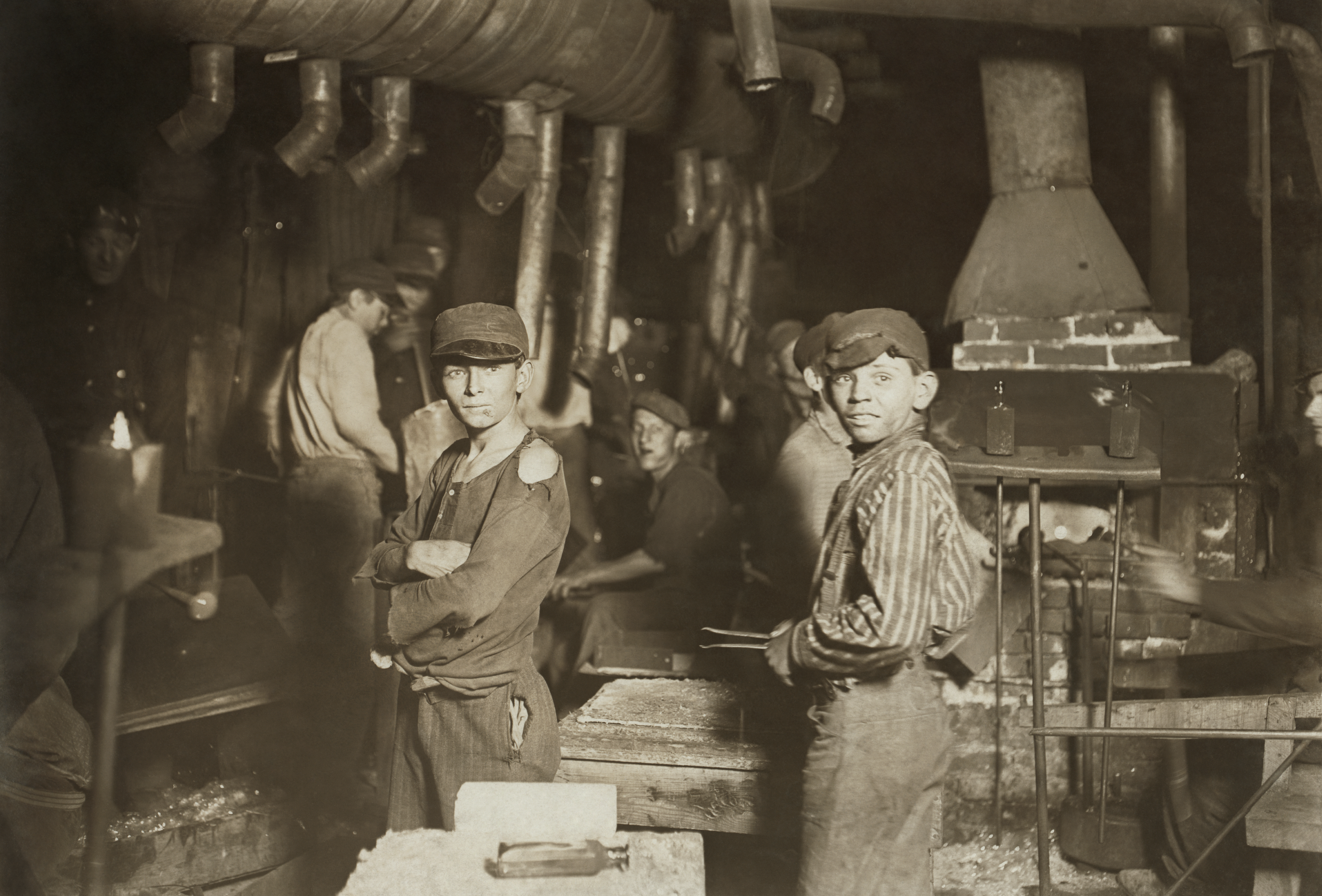
Barnarbetare vid en glasfabrik i Indiana, 1908.